# Зимитицы (деревня)
Зимити́цы (фин. Simetsa) — деревня в Бегуницком сельском поселении Волосовского муниципального района Ленинградской области.

## История
Зимитицы — один из древнейших сельских населённых пунктов Ленинградской области. Деревня впервые упоминается в Писцовой книге Водской пятины 1500 года. В описании Григорьевского Льешском погоста Копорского уезда упомянуто «Селцо Зимичица». Сельцо на момент описания частью принадлежало помещикам Фёдору и Дмитрию Манаковым, частью была «великого князя оброчной». В сельце насчитывалось 12 дворов (в том числе 1 помещичий).
В 1617 году деревня, как и весь Ямской уезд Водской пятины, была передана в состав Швеции. В период Смуты деревня была разорена и в первых шведских писцовых книгах упомянута как Simititza Ödhe, то есть пустошь Зимитицы.
На карте Ингерманландии А. И. Бергенгейма, составленной по шведским материалам 1676 года, она упоминается как деревня Sameditsa.
На шведской «Генеральной карте провинции Ингерманландии» 1704 года — как Semeditsa.
Шведской администрацией деревня была заселена представителями одной из народностей финского этноса — савакотами. В начале XVIII века деревня вновь вошла в состав России.
В начале XIX века в деревне была организована финская филиальная лютеранская община прихода Молосковица.
Как деревня Шмедица, она обозначена на «Географическом чертеже Ижорской земли» Адриана Шонбека 1705 года.

ЗАМИТИЦЫ — мыза принадлежит тайному советнику Блоку, число жителей по ревизии: 11 м. п., 5 ж. п.

ЗАМИТИЦЫ — деревня принадлежит тайному советнику Блоку, число жителей по ревизии: 31 м. п., 43 ж. п. (1838 год)

Согласно карте Ф. Ф. Шуберта в 1844 году деревня Зимитицы насчитывала 20 крестьянских дворов.
На этнографической карте Санкт-Петербургской губернии П. И. Кёппена 1849 года она обозначена как деревня «Simititz», расположенная в ареале расселения савакотов. В пояснительном тексте к этнографической карте она записана как деревня Simititz (Замитицы, Зимитицы) и указано количество населяющих её савакотов на 1848 год: 26 м. п., 27 ж. п., всего 53 человека, а также указано, что в деревне «Больше финнов, чем русских».

ЗИМИТИЦЫ — деревня корнета Блока, по почтовой дороге, число дворов — 13, число душ — 32 м. п. (1856 год)

ЗИМИТИЦЫ — деревня, число жителей по X-ой ревизии 1857 года: 40 м. п., 47 ж. п., всего 87 чел.

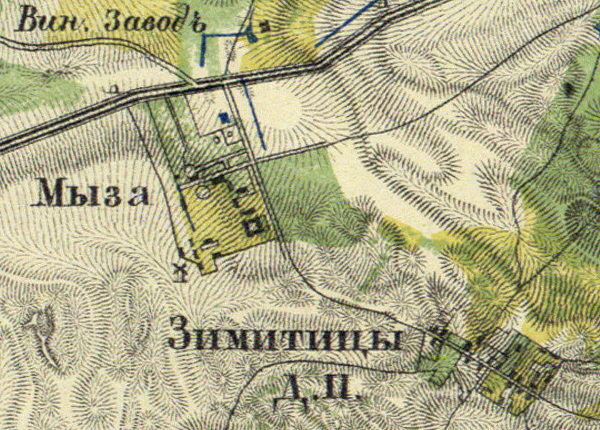
План деревни и мызы Зимитицы. 1860 год

В 1860 году деревня насчитывала 11 дворов. При мызе действовал винный завод и ветряная мельница.

ЗИМИТИЦЫ — мыза владельческая при колодце, по Нарвскому шоссе от Ямбурга в 35 верстах, число дворов — 2, число жителей: 15 м. п., 13 ж. п.

ЗИМИТИЦЫ — деревня владельческая при колодце, по Нарвскому шоссе по левую сторону, от Ямбурга в 36 верстах, число дворов — 12, число жителей: 42 м. п., 60 ж. п. (1862 год)

В 1876—1877 годах временнообязанные крестьяне деревни выкупили свои земельные наделы у К. А. Блока и стали собственниками земли.

ЗИМИТИЦЫ — деревня, по земской переписи 1882 года: семей — 17, в них 53 м. п., 42 ж. п., всего 95 чел.

В 1884 году в район Зимитиц прибыла большая группа эстонских переселенцев. Эстонцы основали крупный посёлок к северу от деревни Зимитицы, который стал одной из крупнейших эстонских колоний в Санкт-Петербургской губернии. Зимитицкое товарищество поселенцев, составляли эстляндские уроженцы: М. Вальд, Л. Вальк, М. Вольман, И. Гиндеус, Я. Ейнберг, Я. Ейнштрук, В. Ерв, Я. Италь, Я. Кантон, И. Кратцов, Ю. Кронфельд, Ю. Куск, Л. Лауренд, И. Леукер, И. Леуке, М. Лимбек, Т. и Л. Лимберг, И., Г. и Я. Лингвест, Д. Майбом, М. Матизен, Т. Мигевор, И. Микель, М. Лендер, Л. и И. Оденберг, Ю. Ольдер, М. Порталь, Я. Пекман, И. Пельцом, И. Пик, Иосиф и Иоган Поман, И. Пунс, Г. Рейберг, Л. Ренгас, И. Соберс, М. Тигоне, Г. и К. Томберг, М. Тоцель, М. Трейфельд, Я. и Г. Шмидт, Ю. Эскен, И., Я. и К. Юргенс, П. Ярв.
Согласно материалам по статистике народного хозяйства Ямбургского уезда 1888 года, имение при селении Зимитицы площадью 2811 десятин с постройками в 1884 году приобрели за 50 000 рублей у генерал-майора К. А. Блока Зимитицкое товарищество поселенцев и крестьянские общества селений Зимитицы и Чирковицы. На долю эстонского Зимитицкого товарищества поселенцев пришлось 2303 десятины земли, а 508 десятин отошло местным крестьянским обществам Зимитиц и Чирковиц.

ЗИМИТИЦЫ — деревня, число хозяйств по земской переписи 1899 года — 18, число жителей: 48 м. п., 47 ж. п., всего 95 чел.;
 разряд крестьян: бывшие владельческие; народность: русская — 12 чел., финская — 67 чел., эстонская — 4 чел., смешанная — 12 чел.

В 1900 году, согласно «Памятной книжке Санкт-Петербургской губернии», мыза Зимитицы площадью 290 десятин принадлежала крестьянину Иоану Иоановичу Линдвесту с товарищами.
В конце XIX — начале XX века деревня административно относилась к Княжевской волости 1-го стана Ямбургского уезда Санкт-Петербургской губернии. Население деревни было смешанным — финско-эстонским.
В 1902 году на Всероссийской кустарно-промышленной выставке в Таврическом дворце от Ямбургского уезда были представлены: «шерстяное бельё (фуфайки, юбки, чулки и пр.)», сработанные Лизой Якобовной Оденберг, а также «ковры и материя», сработанные Юлией Людвиговной  Оденберг, обе из имения Зимитицы.
По данным «Памятной книжки Санкт-Петербургской губернии» за 1905 год мызой Зимитицы площадью 290 десятин владели крестьяне Эстляндской губернии Иоган Иоганович Линдвест и Кастр Томбергович Мартынов. Кроме того участками земли мызы Зимитицы меньшего размера от 47 до 74 десятин, владели около двух десятков крестьянских семей эстонских переселенцев.
С 1917 по 1923 год деревня Зимитицы входила в состав Княжевско-Ильешской волости Кингисеппского уезда.
С 1923 года в составе Врудской волости.
С 1924 года в составе Корчанского сельсовета.
С 1925 года в составе Зимитицкого сельсовета.
Согласно переписи населения СССР 1926 года в деревне Зимитицы Зимитицкого сельсовета Врудской волости Кингисеппского уезда проживали 115 человек, большинство ингерманландцы, а также русские и эстонцы.
С 1927 года в составе Молосковицкого района.
В 1928 году население деревни Зимитицы также составляло 115 человек.

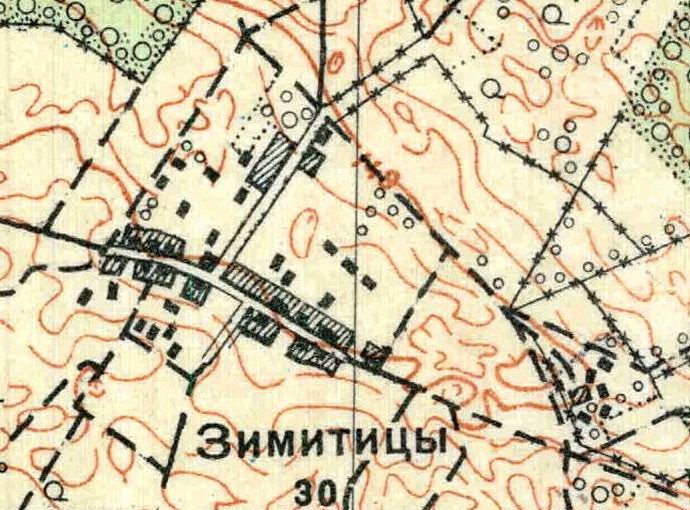
План деревни Зимитицы. 1930 год

Согласно топографической карте 1930 года деревня насчитывала 30 крестьянских дворов.
С 1931 года в составе Волосовского района.
По данным 1933 года деревня Зимитицы являлась административным центром Зимитицкого эстонского национального сельсовета Волосовского района, в который входили 4 населённых пункта: деревня Голятицы, деревня Зимитицы, выселок Зимитицы и колхоз Новый Путь, общей численностью населения 846 человек.
По данным 1936 года в состав Зимитицкого эстонского национального сельсовета с центром в деревне Зимитицы, входили 2 населённых пункта, 166 хозяйств и 3 колхоза.
С 1939 года в составе Ильешского сельсовета.
C 1 августа 1941 года по 31 декабря 1943 года деревня находилась в оккупации.
С 1954 года в составе Чирковицкого сельсовета.
В 1958 году население деревни Зимитицы составляло 99 человек.
С 1963 года в составе Кингисеппского района.
С 1965 года вновь в составе Волосовского района.
По данным 1966, 1973 и 1990 годов деревня Зимитицы также входила в состав Чирковицкого сельсовета.
Деревня Зимитицы оказалась «в тени» эстонского посёлка, её население стало постепенно сокращаться, особенно с 60-х — 70-х годов XX века, когда деревня Зимитицы была отнесена к «неперспективным», а практически вся экономическая жизнь стала сосредотачиваться в посёлке.
В 1997 году в деревне проживали 14 человек, в 2002 году — 36 человек (русские — 80 %), деревня входила в состав Чирковицкой волости.
В 2007 году проживали 15, в 2010 году — 32 человека, деревня входила в состав Зимитицкого сельского поселения.
7 мая 2019 года деревня вошла в состав Бегуницкого сельского поселения.

## География
Деревня расположена в северо-западной части Волосовского района к югу от автодороги А180 (E 20) (Санкт-Петербург — Ивангород — граница с Эстонией) «Нарва».
Расстояние до административного центра поселения — 2 км.
Расстояние до ближайшей железнодорожной станции Волосово — 33 км.

## Демография
| 1838 | 1857 | 1862 | 1882 | 1899 | 1926 | 1928 | 1939 |
| ---- | ---- | ---- | ---- | ---- | ---- | ---- | ---- |
| 74   | ↗87  | ↗102 | ↘95  | →95  | ↗115 | →115 | ↘78  |
| 1952 | 1958 | 1960 | 1975 | 1989 | 1997 | 2002 | 2007 |
| ↘51  | ↗99  | ↘86  | ↘46  | ↘24  | ↘14  | ↗36  | ↘15  |
| 2010 | 2013 | 2017 |      |      |      |      |      |
| ↗32  | ↘19  | ↗30  |      |      |      |      |      |

Изменение численности населения деревни за период с 1838 по 2021 год:

### Национальный состав
Согласно данным Всероссийской переписи населения 2021 года в деревне проживали 43 человека, из них:
 русские — 39, остальные национальность не указали.